# Diamantoperation
Die Diamantoperation ist im mathematischen Teilgebiet der Höheren Kategorientheorie eine Operation, welche aus zwei simplizialen Mengen eine weitere simpliziale Menge macht. Dabei ist die Diamantoperation ähnlich zum Verbund simplizialer Mengen und wird in einer alternativen Konstruktion der getwisteten Diagonale benutzt.

## Definition

Visualisierung des Diamanten mit dem blauen Teil für und dem grünen Teil für.

Für simpliziale Mengen {\displaystyle X} und {\displaystyle Y} ist ihr Diamant {\displaystyle X\diamond Y} das Kofaserprodukt des Diagramms:
{\displaystyle X\times Y\times \Delta ^{1}\leftarrow X\times Y\times \partial \Delta ^{1}\rightarrow X+Y.}
Es gibt einen kanonischen Morphismus {\displaystyle X\diamond Y\rightarrow \Delta ^{0}\diamond \Delta ^{0}\cong \Delta ^{1}}, dessen Faser von {\displaystyle 0} genau {\displaystyle X} und dessen Faser von {\displaystyle 1} genau {\displaystyle Y} ist.

## Rechtsadjungierte
Sei {\displaystyle Y} eine simpliziale Menge. Der Funktor {\displaystyle Y\diamond -\colon \mathbf {sSet} \rightarrow Y\backslash \mathbf {sSet} ,X\mapsto (Y\mapsto X\diamond Y)} hat einen Rechtsadjungierten {\displaystyle Y\backslash \mathbf {sSet} \rightarrow \mathbf {sSet} ,(t\colon Y\rightarrow W)\mapsto t\backslash \backslash W} (alternativ notiert als {\displaystyle Y\backslash \backslash W}) und der Funktor {\displaystyle -\diamond Y\colon \mathbf {sSet} \rightarrow Y\backslash \mathbf {sSet} ,X\mapsto (Y\mapsto X\diamond Y)} einen Rechtsadjungierten {\displaystyle Y\backslash \mathbf {sSet} \rightarrow \mathbf {sSet} ,(t\colon Y\rightarrow W)\mapsto W//t} (alternativ notiert als {\displaystyle W//Y}). Ein spezieller Fall ist die terminale simpliziale Menge {\displaystyle Y=\Delta ^{0}}, da {\displaystyle \mathbf {sSet} _{*}=\Delta ^{0}\backslash \mathbf {sSet} } die Kategorie der punktierten simplizialen Mengen ist.

## Eigenschaften
- Für simpliziale Mengen {\displaystyle X} und {\displaystyle Y} gibt es einen eindeutigen Morphismus {\displaystyle \gamma _{X,Y}\colon X\diamond Y\rightarrow X*Y} vom Verbund simplizialer Mengen, welcher mit den kanonischen Morphismen {\displaystyle X+Y\rightarrow X*Y,X\diamond Y} und {\displaystyle X*Y,X\diamond Y\rightarrow \Delta ^{1}} kompatibel ist.[5] Dieser ist eine schwache kategorielle Äquivalenz, also eine schwache Äquivalenz der Joyal-Modellstruktur.[6][7]
- Für eine simpliziale Menge {\displaystyle X} erhalten die Funktoren {\displaystyle X\diamond -,-\diamond X\colon \mathbf {sSet} \rightarrow \mathbf {sSet} } schwache kategorielle Äquivalenzen.[8][9]